# Die goldene Pest (1954)
Die goldene Pest ist ein frühes deutsches Nachkriegsfilmdrama von John Brahm aus dem Jahre 1954. Die Hauptrollen spielen Ivan Desny, Karlheinz Böhm und Gertrud Kückelmann.

## Handlung
Ein Dorf in der noch jungen Bundesrepublik. Der Deutsche Richard Hartwig ist gleich nach dem Zweiten Weltkrieg aus Dossental in der US-amerikanischen Zone in die USA ausgewandert und dort amerikanischer Staatsbürger geworden. Als Soldat wurde er eingezogen und zu Beginn der 1950er Jahre in den Koreakrieg geschickt. Seine einstige Liebe zu der jungen Franziska Hellmer ist jedoch nicht erloschen. Nun, nach fast zehn Jahren in der Fremde, kehrt er für ein paar Wochen in die alte Heimat zurück, um Franziska wiederzusehen. Doch Dossental hat sich sehr verändert, aus dem beschaulichen Örtchen ist der reinste Rummelplatz geworden. Nur Franziska ist so geblieben, wie G.I. Richard sie in Erinnerung hatte! Richards Jugendfreund Karl Hellmer, Franziskas Bruder, ist die treibende Kraft für all diese Veränderungen im Ort. Er, der von seinen eigenen Künsten als Klavierspieler nicht leben konnte, fand, dass man aus Dossental viel mehr rausholen könne, als aus dem einst verschlafenen Kuhdorf. Ein mächtiger Hintermann zieht im Verborgenen die Strippen, und vor Ort wird Karl angetrieben von Wenzeslaw Kolowrat, einem skrupellosen Geschäftemacher.
Scheunen und Ställe wurden zu Kneipen und Spelunken wie die Hawaiian Bar umgebaut, ein anrüchiges Hotel erweist sich bei näherer Betrachtung als Puff. Selbst die alte Johanna Neureither, Richards Tante, will sich etwas dazuverdienen und verkauft nunmehr Andenken-Tinnef an die GIs. Ein Damenradrennen auf einem Karussell soll der allgemeinen Belustigung dienen, und als kultureller Tiefpunkt wurde ein Frauenringkampf im Schlamm initiiert. Karl fährt nun einen teuren Sportwagen und wirkt ziemlich großspurig. Auch aus den anderen braven Dörflern sind geldgierige Unternehmer geworden. Der erwünschte Geldstrom wuchs zu einer „goldenen Pest“ heran. Dossentals beste Kunden sind die Vertreter der einstigen Besatzungsmacht, die die aus dem Boden gestampfte Vergnügungsindustrie nur allzu gern in Anspruch nehmen. Doch nur wenige wissen, dass sich viele Dossentaler mit ihren Neuinvestitionen ziemlich übernommen haben, wie Richard von dem alten Dr. Sierich erfährt, dem neben Franziska einzigen Dossentaler, der der ganzen Entwicklung sehr ablehnend gegenübersteht.
Richard merkt schnell, dass Karl mit seinen Unternehmungen alle Hemmungen über Bord geworfen hat. Dieser will immer mehr und macht, um seine eigenen Schulden tilgen zu können, nun auch vor krummen Geschäften nicht mehr halt. Karl wird von seinen Bossen unter Druck gesetzt. Man verlangt von ihm, eines Nachts von den Amerikanern deren Benzinvorräte zu stehlen. Insgesamt 100.000 Liter aus einer Pipeline sollen umgeleitet werden. Doch das US-Militär kommt ihm auf die Spur. In der Bar wird Karl von den GIs gestellt und flieht, mit Franziska im Auto, vor seinen Verfolgern. Währenddessen gehen durch eine Unachtsamkeit in der Bar erst die Kneipe und dann die gesamten Vergnügungsanlagen Dossentals in Flammen auf. Das Feuer kann nicht gelöscht werden, weil die Wasserschläuche zum Umleiten der amerikanischen Benzinvorräte eingesetzt wurden. Auf der Flucht wird Karl von Richard, dessen Vorgesetzten Tyler und einem Dutzend weiterer US-Militärpolizisten verfolgt. Der Wagen kommt aus der Spur und verunglückt. Tyler lässt die Artillerie auf den fliehenden Wagen schießen, und Karl wird dabei tödlich verwundet. Franziska kommt mit Verletzungen davon. Richard und Franziska können nun ein neues Leben planen, und während das neue Dossental abgebrannt ist, hat wie durch ein Wunder das alte Dossental überlebt.

## Produktionsnotizen
Für den 1935 aus Hitler-Deutschland mit seiner Frau Dolly Haas geflohenen Hans Brahm, der sich im Exil in John Brahm umbenannte, bedeutete dieser Film seine Rückkehr in ein auch für ihn sehr verändertes Deutschland. Die goldene Pest sollte seine einzige rein deutsche Filminszenierung bleiben. Gleich im Anschluss daran drehte er, in Co-Produktion mit den USA, vor Ort noch das Ost-West-Drama Vom Himmel gefallen mit Joseph Cotten.
Die goldene Pest entstand zwischen dem 8. September und dem 20. November 1954 an mehreren Drehorten der jungen Bundesrepublik: In Dotzheim, Bärstadt bei Schlangenbad, Mainz-Kastel, Heftrich bei Idstein und Kaiserslautern.
Alfred Bütow entwarf die Filmbauten. Walter H. Guse war Herstellungsleiter, Joachim Glaser übernahm die Produktionsleitung. Die zahlreichen pyrotechnischen Effekte organisierte Erwin Lange. Rolf Kästel war einfacher Kameramann unter der Leitung Klaus von Rautenfelds. Während der Dreharbeiten verunglückte der Schauspieler Wilfried Seyferth bei einem Autounfall tödlich. Die Uraufführung fand in München am 30. Dezember 1954 statt.
1955 wurde Karlheinz Böhm, der hier in einer für seine Karriere sehr ungewöhnlichen Schurkenrolle zu sehen ist, für den Bambi nominiert. Erich  Ponto erhielt eine Nominierung als Bester Nebendarsteller für das Filmband in Gold.

## Kritiken
„Fehlkonstruktion von Gegenwartsfilm; offensichtlich erdacht zum Zweck der zeternden Entrüstung.“

„Um Wirklichkeitsnähe bemühte Zeitkritik, verpackt in einem Kriminal- und Liebes-Melodram, das streckenweise ins Kolportagehafte abgleitet.“

Auf film.at heißt es: „Ein bemerkenswerter Versuch im deutschen Nachkriegsfilm, sich mit Gegenwartsproblemen auseinanderzusetzen.“